# Chili (mets)
Pour le film de Thomas Gilou, voir Chili con carne (film).
 (août 2023).
Si vous disposez d'ouvrages ou d'articles de référence ou si vous connaissez des sites web de qualité traitant du thème abordé ici, merci de compléter l'article en donnant les références utiles à sa vérifiabilité et en les liant à la section « Notes et références ».

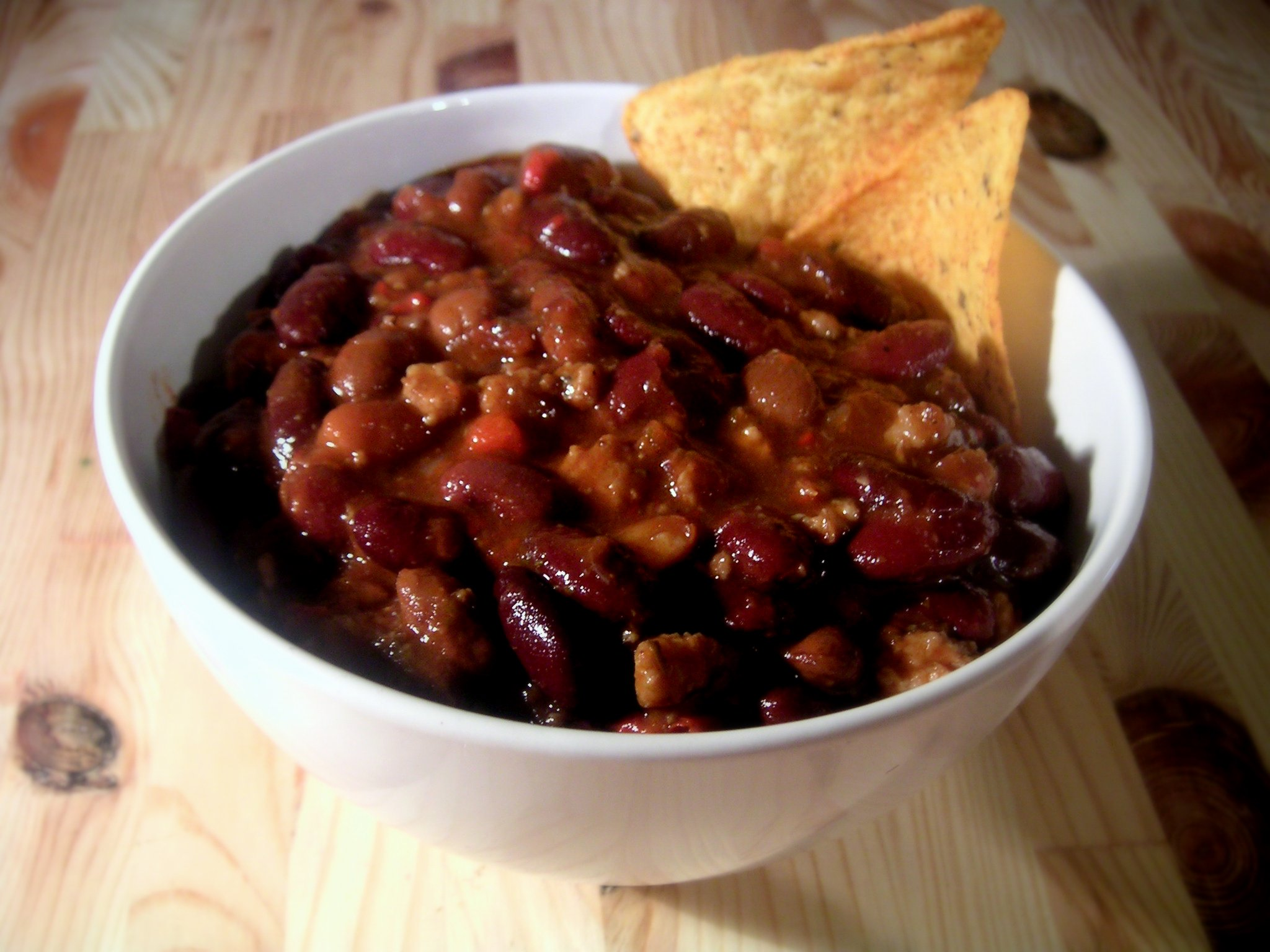
Un bol de chili con carne avec des haricots et des chips tortilla.

Le chili con carne (« chili à la viande ») est une sorte de ragoût de viande(s) épicé, originaire du Mexique ou d'États des États-Unis, dont les ingrédients essentiels de la variante la plus connue sont la viande de bœuf et le chili.
Il en existe de nombreuses variantes dans lesquelles entrent diverses viandes, divers légumes comme les haricots, rouges ou noirs, le maïs, les poivrons, rouges ou verts, les tomates, et divers aromates comme les oignons, l'ail, le cumin, la coriandre, etc.
Le nom est une légère corruption de l'espagnol chile con carne (bien qu'il soit connu aussi en espagnol sous le nom de chili con carne) qui signifie « piment avec de la viande ».

## Histoire

### Origine duchili con carne
Dans des écrits de 1529, le moine franciscain Bernardino de Sahagún décrit un ragoût assaisonné de piment consommé dans la capitale aztèque, Tenochtitlan, où se situe à présent Mexico. L'utilisation de bœuf comme viande principale prend son origine des colons espagnols En espagnol, l'appellation « chili con carne » est composée du terme chili (du nahuatl classique : chīlli, signifiant « piment ») et les deux mots en espagnol, con « avec » et carne « viande » ont leur plus anciennes traces écrites connues dans un livre de 1857 à propos de la guerre américano-mexicaine (1845-1848).
Bien qu'on l'associe souvent au Texas, ce mets n'est pas d'origine américaine mais mexicaine, une ancienne région annexée par les États-Unis en 1848, à la fin de la guerre américano-mexicaine (1845-1848). Un dictionnaire mexicain de 1959 donne la définition suivante pour le chili con carne : « detestable food passing itself off as Mexican, sold in the U.S. from Texas to New York ». Qu'on peut traduire par « nourriture détestable se faisant passer pour mexicaine, vendue aux États-Unis du Texas jusqu'à New York ».
Voici les deux hypothèses les plus récentes qui s'opposent en ce qui concerne les origines de ce plat :
1. Selon la première, le chili aurait été créé à San Antonio, au Texas, et n'aurait été qu'un vague ragoût relevé de piments rouges séchés vendu par les chili queens sur la military plaza. Selon Le Monde en 2008, il fut inventé au début du XIXe siècle par un Allemand[3].
2. La seconde version parle du chili comme étant l'ordinaire des prisonniers texans, et que les prisonniers libérés qui retrouvaient la liberté auraient pris pour habitude de le recréer à l'extérieur [réf. nécessaire].

Il est impossible de dire précisément quand le chili con carne fut cuisiné pour la première fois. Aux États-Unis, les États du Texas, du Nouveau Mexique et d'Arizona, tous trois d'anciens territoires mexicains, se revendiquent comme les terres d'origine du chili con carne. De nombreuses histoires plus ou moins vraisemblables circulent sur la recette d'origine. On entend par exemple aussi que c'est dans l'armée américaine que fut cuisiné le chili con carne pour la première fois. D'autres versions encore attribuent la paternité du plat aux Amérindiens, aux immigrants grecs, irlandais, espagnols, ou chinois.
Il existe toutefois une possibilité que le chili con carne fut créé en même temps en 1959 (recette définitive).[évasif]
Une origine possible de ce plat serait liée à une méthode de conservation de la viande connue des Amérindiens sous le nom de pemmican, et encore utilisée aujourd'hui dans les Caraïbes sous le nom de jerk, qui consiste à sécher la viande au-dessus d'une certaine température avec un mélange d'épices fortes, de sel et de graisses. C'était une méthode utilisée au milieu du XIXe siècle pour conserver les denrées en vue de longs voyages à travers les États-Unis. Conservée de cette façon, la viande pouvait être ensuite préparée avec un peu d'eau et de farine de blé ou de maïs pour former une sorte de soupe épaisse ou de ragoût.[réf. nécessaire]

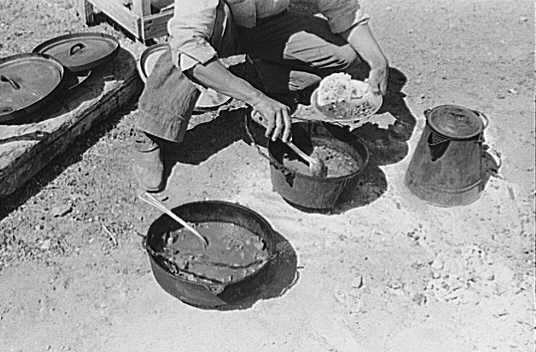
Cowboy préparant un chili con carne dans un ranch au Texas (1939).

Selon une autre histoire, le chili con carne aurait été inventé dans les prisons texanes, le piquant des piments couvrant le goût médiocre des viandes de bœuf les moins chères utilisées pour cuisiner l'ordinaire des prisonniers.
La première recette écrite, attestée et conservée de chili con carne se trouve dans le Livre de cuisine de Mrs. Owen (Mrs. Owen's Cook Book) en 1880. Une autre recette se trouve dans le manuel des cuisiniers de l'armée (1896). D'autres traces existent qui évoquent des plats similaires, mais sans donner de nom précis ni de recette ; on peut cependant supposer que l'origine du plat remonte à plusieurs dizaines d'années avant ces publications.
Au temps des Tejanos (en) — une importante population d'immigrants d'Amérique latine au Texas —, le plat se répandit très rapidement. La plupart des Tejanos vivaient en effet dans la pauvreté, de sorte que le chili con carne représentait pour eux une amélioration de l'ordinaire : tous les ingrédients étaient bon marché, voire pouvaient être produits soi-même, c'était un plat nourrissant qui pouvait se cuisiner sans problème en grande quantité.[réf. nécessaire]

### Le Texas: l'État duchili con carne
Autant il est difficile de déterminer l'origine exacte du chili con carne, autant il est assuré que le Texas s'est très vite imposé comme point central de la culture associée. Ce plat, facile et rapide à cuisiner, et à partir d'ingrédients disponibles partout, gagna constamment en popularité de la fin du XIXe siècle au début du XXe siècle et prit rapidement une place solide dans la culture culinaire de cet État.

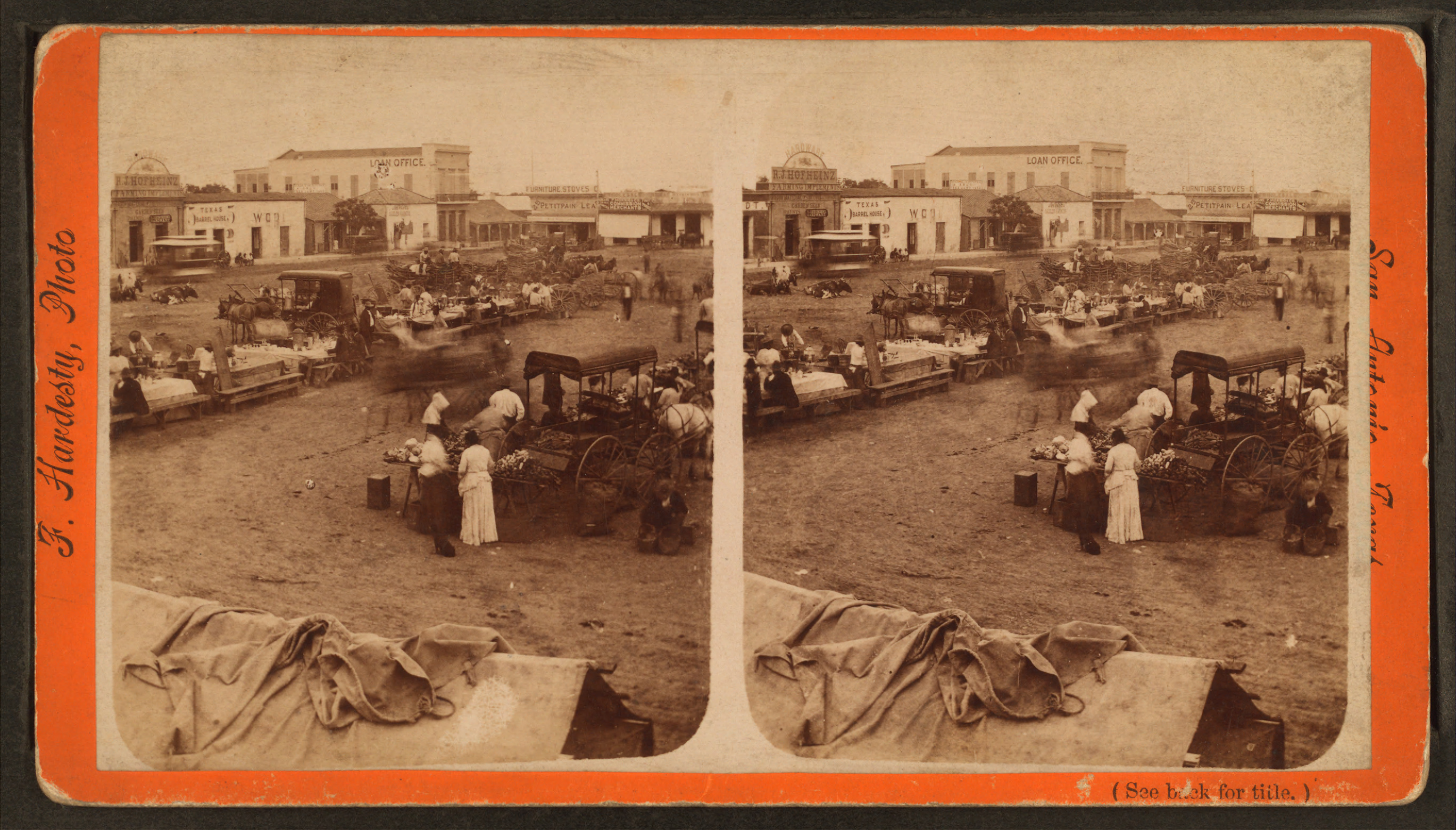
Vues stéréoscopiques sur des tables de chili con carne au Texas vers 1880.

Un lieu particulier revient constamment lors de l'évocation du chili con carne au Texas : San Antonio, une ville marquée vers 1880 par l'élevage de bovins, la présence militaire et le développement du chemin de fer, et dont les habitants, les visiteurs et les voyageurs de passage avaient besoin de repas rapides et bon marché. C'est ainsi que se sont installés sur les places publiques, sur les marchés ou devant les campements militaires, de plus en plus de vendeurs itinérants proposant des plats de haricots, des enchiladas, des tortillas et du chili con carne.
Celles qu'on appela les chili queens, pour la plupart des femmes d'origine mexicaine, marquèrent l'image de la ville à cette époque par leurs vêtements bigarrés et leurs roulottes éclairées de lanternes multicolores. L'histoire des chili queens prit fin en 1937, à la suite de la mise en application d'une réglementation sur l'hygiène dans l'alimentation. Qui n'avait pas alors l'argent nécessaire pour transformer sa boutique en véritable restaurant conforme à celle-ci dut cesser son activité. En 1939, le maire Maury Maverick permit la réouverture des stands des chili queens, mais ce retour fut de courte durée et les stands durent fermer à nouveau avec le début de la seconde guerre mondiale. Aujourd'hui, on se remémore à San Antonio la tradition des chili queens à l'occasion du festival annuel du retour des chili queens (Return of the Chili queens festival) dans le cadre des Memorials Days au mois de mai.
Depuis 1977, le chili con carne est le plat officiel (State dish) de l'État du Texas. Cette décision fut poussée par plusieurs producteurs texans afin de signifier qu'un chili con carne original ne pouvait venir que du Texas. Manuel Logan, alors représentant du Nouveau Mexique au Congrès déposa en 1984 une motion proposant de déclarer le chili con carne plat national des États-Unis, ; elle n'a jusqu'à présent pas été adoptée.

### Lechili con carneen conserve
La première tentative de préparation de chili con carne sous forme de conserves destinées à la vente fut le fait de William G. Tobin, de San Antonio au Texas, entre 1877 et 1882. En 1881, il signa un contrat avec le gouvernement américain pour la livraison de boîtes de chili con carne à l'armée américaine et à la Navy. Il décéda le 28 juillet 1884, quelques jours après la mise en service de sa première usine, sans pouvoir étendre cette activité.
L'histoire de la Wolf Brand Chili, une marque très appréciée encore aujourd'hui aux États-Unis, commença quant à elle en 1895, quand Lyman T. Davis se lança dans la vente d'un chili con carne préparé d'après sa propre recette dans sa ville natale de Corsicana au Texas. Il essaya d'abord de vendre son plat séché sous forme de briquettes, avant de produire des conserves en 1921. Il vendit son entreprise en 1924, à la suite de la découverte de pétrole sur son terrain. Aujourd'hui, la marque Wolf Brand Chili appartient à ConAgra Foods.
Un mélange d'épices utilisé pour la préparation du chili con carne fut également développé par Wick Fowler et vendu depuis 1964 sous le nom de Two Alarm Chili kit. Il est encore aujourd'hui largement répandu. Wick Fowler, qui est à l'origine un journaliste et reporter de guerre, avait participé aux premiers concours de chili con carne, où il prépara son Two Alarm Chili dont le kit est inspiré.

## Orthographes et étymologie
Aux États-Unis, on désigne majoritairement le plat par l'expression chili con carne, ou chili en abrégé. La plupart du temps, les gousses de piment sont désignées par chile pepper, en référence à l'origine hispano-mexicaine du mot. Dans quelques états du Sud-Ouest seulement, le terme chile est utilisé à la fois pour le fruit et le plat. Le Texas est à cet égard une exception, dans la mesure où l'orthographe chili est la seule qui y soit reconnue et défendue.
Au Mexique, les gousses de piment sont appelées chile, prononcé [ˈtʃile]. Le terme hispano-mexicain chile est lui-même dérivé des mots désignant les gousses de piment dans les langues nahuatl, qui étaient et sont toujours parlées par certains groupes indigènes aztèques au Mexique. Le terme nahuatl est prononcé [ˈtʃɪlɪ].
L'orthographe américaine chili pour désigner le plat dérive sans doute d'une prononciation américaine du terme hispano-mexicain, mais il est également possible qu'elle ait un rapport avec la prononciation du terme nahuatl.
Le terme n'a aucun rapport avec le nom du pays, le Chili, qui dérive du quechua parlé dans l'empire inca. Au Chili, les gousses de piment sont d'ailleurs appelées ají.
L'orthographe chilli utilisée pour désigner les gousses ou le plat, est essentiellement utilisée en Angleterre et en Australie. Aux États-Unis, cette orthographe est souvent utilisée en relation avec l'État de l'Illinois, la ressemblance entre les mots Illinois  et Chilli étant censée souligner la provenance des plats qui y sont préparés.

## Ingrédients

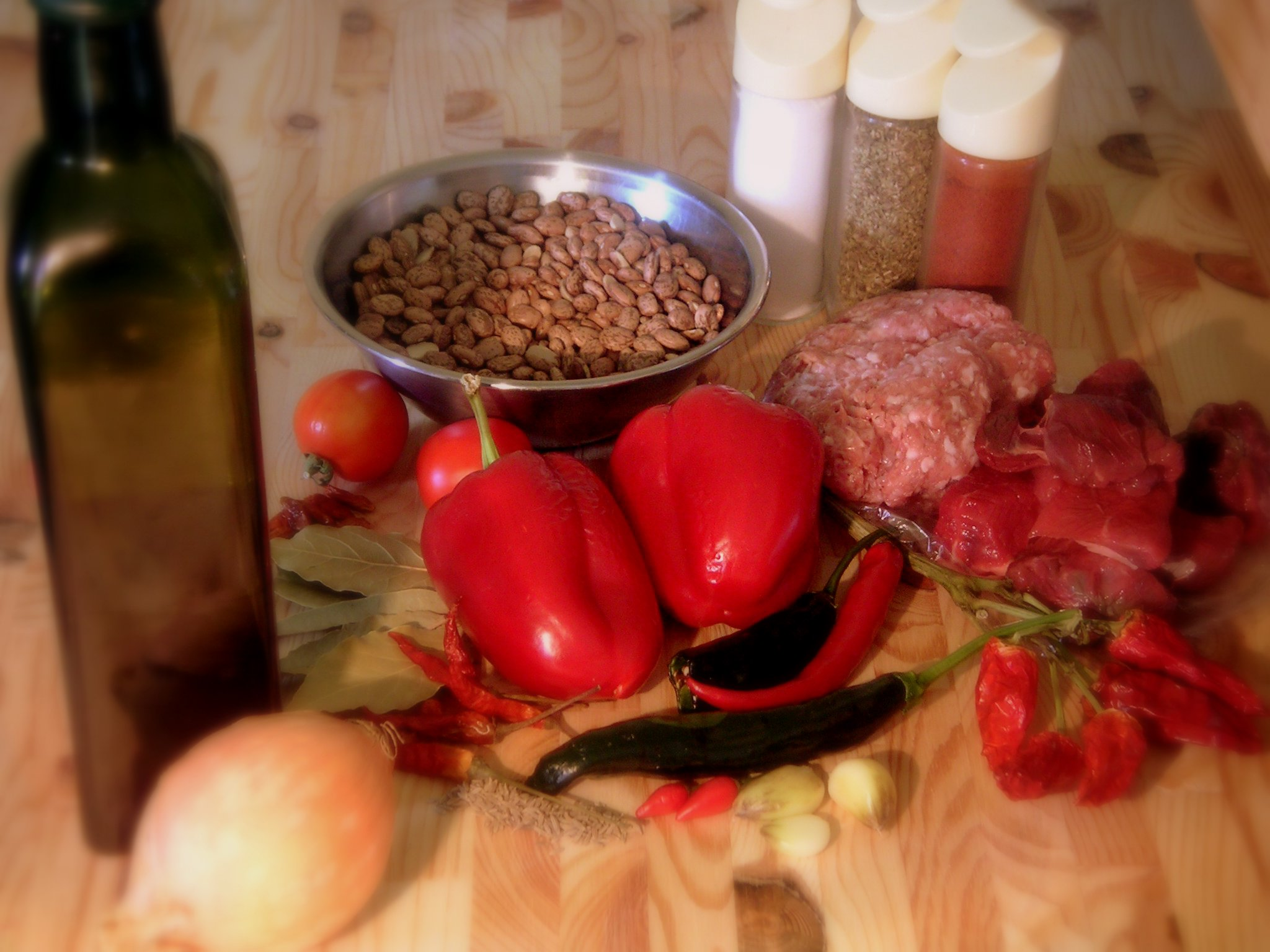
Ingrédients du chili con carne.

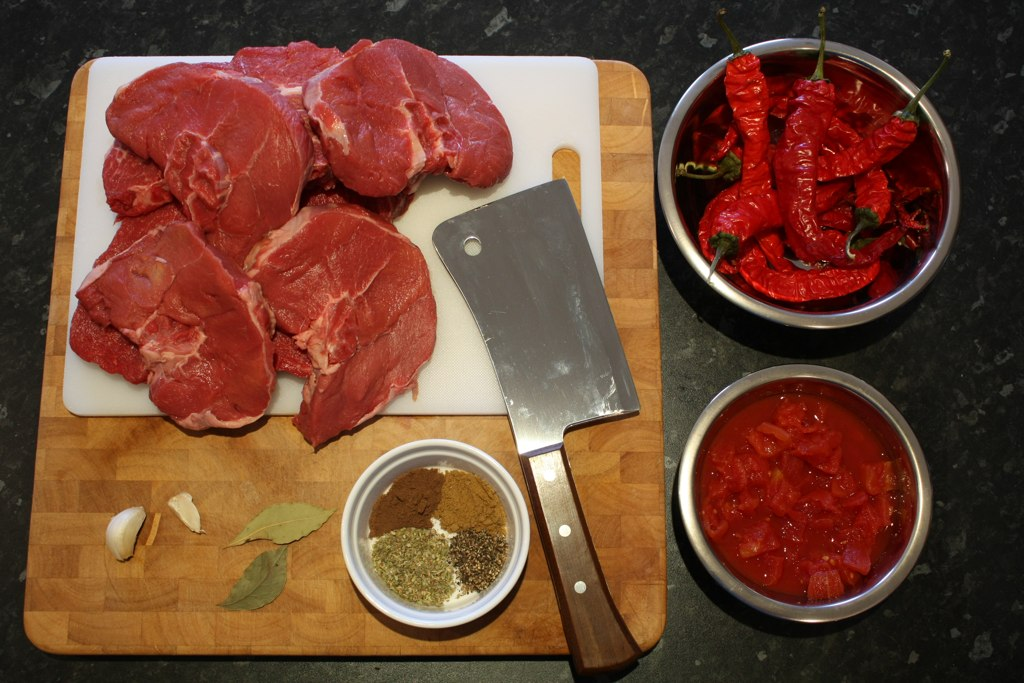
Autre présentation.

### Ingrédients de base
Les seuls ingrédients communs à toutes les recettes de chili con carne sont la viande et le chili. Cependant, il y a déjà de grandes variations dans le choix précis de ces ingrédients.
On utilise au choix de la viande émincée (et non hachée comme dans les préparations industrielles vendues en Europe) ou découpée en petits cubes. Il peut s'agir de viande de bœuf (entre autres de paleron), de veau, de porc, frais, salé ou fumé (entre autres de poitrine pour ces deux dernières viandes), de dinde ou d'autres volailles (entre autres de cuisses pour ces dernières viandes), voire de gibier ou de mélanges de morceaux et de viandes diverses.
La composition des chilis donne lieu à tout autant de variations. On utilise ainsi, classés ici par ordre de force croissante selon l'échelle de Scoville : les piments pasilla, poblano, ancho — qui sont en fait des poblano rouges et sont appelés chipotle lorsqu'ils sont fumés — (pour référence, le piment d'Espelette se situe ici dans le classement par force croissante), chimayo, jalapeño (toujours pour référence, le piment de Cayenne se situe ici dans le classement par force croissante), la variété piment tepin — dont les gousses sont à peine plus grosses que des petits pois et qui était probablement présente dans les recettes d'origine —, les piments habanero, etc. À noter qu'on utilise rarement les habanero en début de cuisson, car leur goût caractéristique et fruité s'évapore très rapidement à la cuisson. En sus des gousses fraiches, on utilise également des gousses séchées ou du chili sous forme de poudre ou  préparées en sauces.
L'origan mexicain, une plante aromatique d'Amérique latine qui n'a qu'un lointain lien de parenté avec l'origan connu en Europe, mais possède un goût similaire, quoique plus fort typiquement utilisé dans la cuisine tex-mex, et le cumin sont également employés dans la plupart des recettes de chili con carne. On peut remplacer l'origan mexicain par de l'origan européen. D'autres ingrédients se retrouvent dans presque toutes les recettes de chili con carne : les oignons et l'ail, plus rarement la coriandre, le laurier et le poivre.
L'ajout de haricots secs est controversé : tandis qu'un chili con carne dit « à la texane » ne contient pas de haricots secs, il existe de nombreuses variantes dans lesquelles on met des haricots secs, blancs, pinto, rouges ou noirs. En guise de compromis, les haricots sont parfois servis séparément du chili con carne proprement dit.
On peut justifier historiquement l'ajout de haricots secs en remarquant que le chili con carne était autrefois un « plat du pauvre » et que les haricots secs étaient moins chers que la viande tout en étant source de protéines.

### Variantes

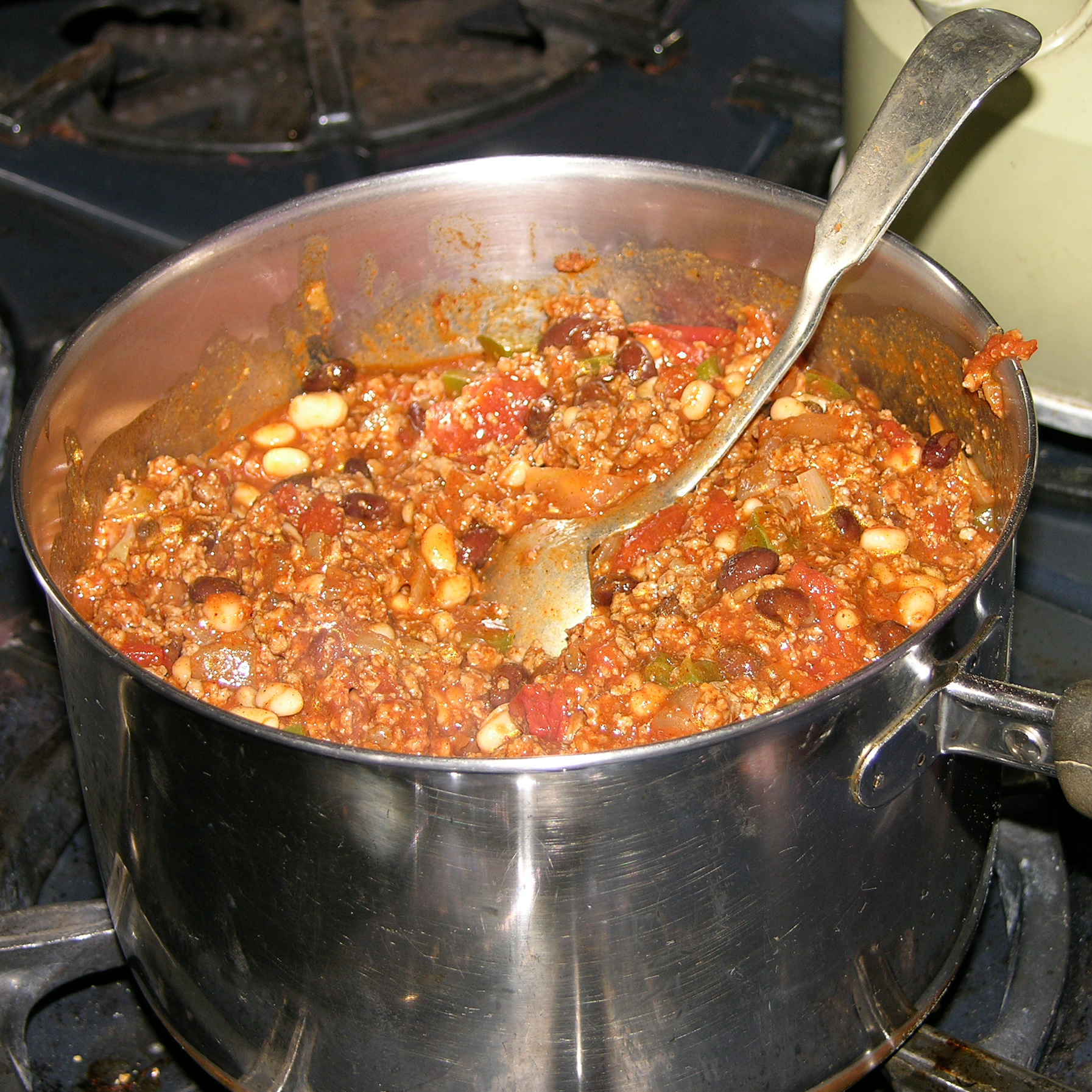
Une marmite de chili con carne sur le feu.

Voici encore quelques autres ingrédients possibles :
- les tomates, qui donnent au chili con carne une consistance plus solide, car elles épaississent après la longue cuisson.
- le maïs, une céréale typiquement américaine, mais qui n'apparaît pas dans les recettes d'origine ;
- les carottes ou les courgettes sont aussi parfois utilisées ;
- pour le liquide de cuisson du chili con carne, en plus de toutes les variantes de bouillons, on utilise parfois du vin, de la bière, ou même du café froid ;
- en fin de cuisson, pour adoucir le feu des piments, on peut ajouter du sucre, du miel, du chocolat ou du cacao. Ces deux derniers ingrédients donnent au plat une couleur brune.

Malgré les nombreuses divergences sur les différentes recettes, on peut encore distinguer quelques grandes catégories selon leur origine historique, en lien étroit avec les territoires dont elles sont issues ; d'autres, particulièrement les variantes plus récentes, sont le fruit d'habitudes alimentaires plus personnelles.
- Un chili con carne « à la texane » ne contient aucun autre légume que des gousses de piments (si possible entières, fraîches ou séchées). La viande (du bœuf, du porc ou parfois du gibier) est la plupart du temps coupée en cubes.
- Le jailhouse chili, cuisiné d'après les anciennes recettes des prisons texanes, est également rattaché à cette catégorie.
- Un chili verde est une variante provenant du Nouveau-Mexique, qui est préparée exclusivement avec des piments frais et encore verts. La plupart du temps, un chili verde est également plus liquide qu'un chili con carne à la texane. Selon les standards européens, le chili verde se rapproche d'une sorte de goulash épicé.
- Le chili con carne « dans le style de Cincinnati » constitue une catégorie à part. Alors que le chili con carne ne fut apprécié dans un premier temps que dans le sud des États-Unis, il a gagné en popularité avec le temps dans le nord-ouest également, probablement à travers les immigrants grecs. Ce faisant, la recette a été adaptée aux habitudes alimentaires grecques pour en faire un plat moins épicé, assaisonné, outre de piments, de cannelle et/ou de noix de muscade. Le chili Cincinnati est essentiellement servi comme sauce sur des pâtes ou des hot dogs.
- Le chili sin carne, parfois appelé « chili sans viande » est une version végétarienne du plat. Il est cuisiné soit avec des haricots secs  uniquement, soit avec un substitut de viande tel que le soja texturé, des morceaux de soja ou de tofu. On trouve également parfois l'expression chili con soja. On y utilise également des légumes comme des courges, des courgettes ou des aubergines pour obtenir un plat dont le goût se veut comparable et de même consistance.
- Le terme salsa, enfin, désigne moins un chili con carne au sens propre, que l'ensemble des sauces épicées venant d'Amérique latine. Dans les concours de chili con carne, la catégorie « libre », c'est-à-dire sans contrainte particulière, est la plupart du temps dénommée salsa.

## Concours
Les concours de chili (Chili cook-offs) sont des fêtes populaires. Deux associations concurrentes organisent ces compétitions, chacune menant chaque année son propre championnat d'après ses règles propres. Officiellement cependant, seule l'International Chili Society peut prétendre à un « championnat du monde », appellation dont elle est propriétaire.

### Les concours CASI
La Chili Appreciation Society International fut créée en 1951, initialement sous le nom de Chili Appreciation Society, avec le but de faire connaître le chili con carne non seulement en tant que plat, mais aussi en tant qu'art de vivre. Le premier concours se tint en 1967 à Terlingua, une ville fantôme du Texas, à l'occasion de la promotion de l'ouvrage A Bowl of Red de Frank Tolbert. Le Texan Wick Fowler, un défenseur du chili à la texane (sans haricots) y affronta le New-Yorkais H. Allen Smith qui prépara un chili avec haricots. Le concours ne permit pas de départager les deux concurrents.
Les concours CASI sont aujourd'hui divisés en plusieurs catégories, partant d'un concours ouvert à tous (les CASI sanctioned cookoffs), à partir duquel les cuisiniers peuvent se qualifier pour l'étape suivante, les CASI open championships. Il faut encore passer avec succès l'étape de ces open championships pour pouvoir participer au championnat international : le TICC (Terlingua International Chili Championship).
Les concours s'appuient sur un jeu de règles strictes, définies dans un règlement officiel, parmi lesquelles on peut citer :
- la compétition se déroule à ciel ouvert, il est interdit de cuisiner dans une caravane ou tout abri similaire ;
- un cuisinier ne peut présenter qu'un seul plat par concours ;
- le plat doit être cuisiné entièrement sur place et depuis le début le jour du concours. La viande de départ doit être crue, et non marinée.
- tout ingrédient « de remplissage » comme les haricots, les pâtes, le riz ou la farine de maïs, est interdit ;
- les cuisiniers doivent impérativement goûter leur plat si on le leur demande, sous peine de disqualification ;
- le gagnant est désigné à l'issue de deux ou trois tours de sélection. Les premiers tours sont arbitrés par 5 à 6 jurés, le dernier tour par un minimum de 10 jurés ;
- les notes sont données sur des critères d'arômes, de consistance, de couleur rouge, de goût et d'arrière-goût.

En marge du concours de cuisine proprement dit, il est organisé un Showman Championship qui récompense l'équipe de cuisiniers à la mise en scène la plus originale.
En raison d'un conflit entre Frank Tolbert et d'autres membres de la CASI au sujet de la participation de deux européens au championnat de Terlingua, il existe depuis 1982 un autre championnat, indépendant du TICC. À l'issue d'une bataille juridique sur le nom de l'évènement, ce championnat porte maintenant le nom de The Original Viva Terlingua International Frank X. Tolbert - Wick Fowler Memorial Championship Chili Cookoff.

### Les concours ICS
La International Chili Society fut créée en 1974. En raison de divergences sans cesse croissantes entre l'organisation et Frank Tolbert, cofondateur de la CASI, celle-ci se mit à lancer son propre championnat à partir de 1975. Au grand dam de sa concurrente, l'ICS déposa le terme World Championship Chili Cookoff comme marque commerciale, devenant ainsi la seule organisatrice d'un championnat du monde officiel. Elle utilise d'ailleurs ce fait pour rallonger artificiellement sa propre histoire : la liste des champions du monde de l'ICS inclut les gagnants des TICC de 1967 jusqu'à 1974, bien que ces événements aient été organisés par la CASI. Jusqu'en 1991, les championnats du monde se déroulèrent dans la mine d'or de Tropico dans les environs de Rosamond en Californie, à l'unique exception près de l'édition de 1980 qui se tint dans le ranch Paramount à Agoura. En 1992, le championnat du monde se déroula à Rawhide, dans les environs de Scottsdale en Arizona, puis fut déplacé ensuite à Reno (Nevada).
Les concours de l'ICS présentent également un système de qualification qui permet d'accéder au championnat du monde. Les concurrents doivent passer différentes étapes : championnat de district, d'état, puis championnat régional.
Le règlement de l'ICS distingue trois catégories dans lesquelles les cuisiniers peuvent s'inscrire : 
- la catégorie Chili traditionnel, qui est entendu comme contenant tout type de viande ou de mélange de viande cuisiné avec des chilis rouge et d'autres ingrédients, à l'exclusion de pâtes et de haricots.
- la catégorie Chili vert, entendu comme cuisiné avec des chilis verts.
- la catégorie Salsa, dans laquelle aucune indication n'est donnée ni sur les ingrédients, ni sur la manière ou le lieu de la préparation.

D'autre part, des prix supplémentaires peuvent être décernés lors des concours de l'ICS, dont entre autres :
- un prix du public pour un plat qui doit impérativement contenir des haricots ou des pâtes.
- un prix du plus gros mangeur de chili
- d'autres prix humoristiques (le prix du cuisinier le plus laid ou le beau, de la cuisine la plus désordonnée etc.)

## Anecdotes et curiosités
- Le chili cook off le plus méridional se déroule en Antarctique. Quelques équipes s'y retrouvent tous les ans pour ce concours hors du commun[14].
- Le chili con carne est également chanté ! On relève notamment une chanson en anglais qu'on retrouve souvent dans le répertoire des chœurs de barbershop et dont le texte n'est autre qu'une recette complète de chili con carne. Le groupe suédois de chansons a capella The Real Group a également une telle recette chantée à son répertoire. Le groupe Steve Miller Band chante quant à lui dans Hot chili : « Hot chili is groovy, after a movie or watching TV. But when you order south of the border soon you see it's hotter than noon, it will melt your spoon ».
- Dans la série Les Simpson, une partie de l'action de l'épisode Le Mystérieux Voyage d'Homer se déroule à l'occasion d'un concours de chili con carne. Ned Flanders, le professeur Frink et Clancy Wiggum, entre autres, proposent leur recette[15].
- Le Chili con carne est le plat préféré de Columbo, qu'il feint pourtant de ne pas reconnaître dans l'épisode Le Chant du cygne
- Dans l'épisode de South Park, Scott Tenorman doit mourir un concours de chili est organisé par Eric Cartman
- Au début du film Massacre à la tronçonneuse 2 (The Texas Chainsaw Massacre 2) le gagnant d'un concours de chili con carne n'est autre que Drayton « The cook » Sawyer, le chef de la famille cannibale, et dont l'ingrédient secret et spécial est la viande[16].